# Beuditzschule

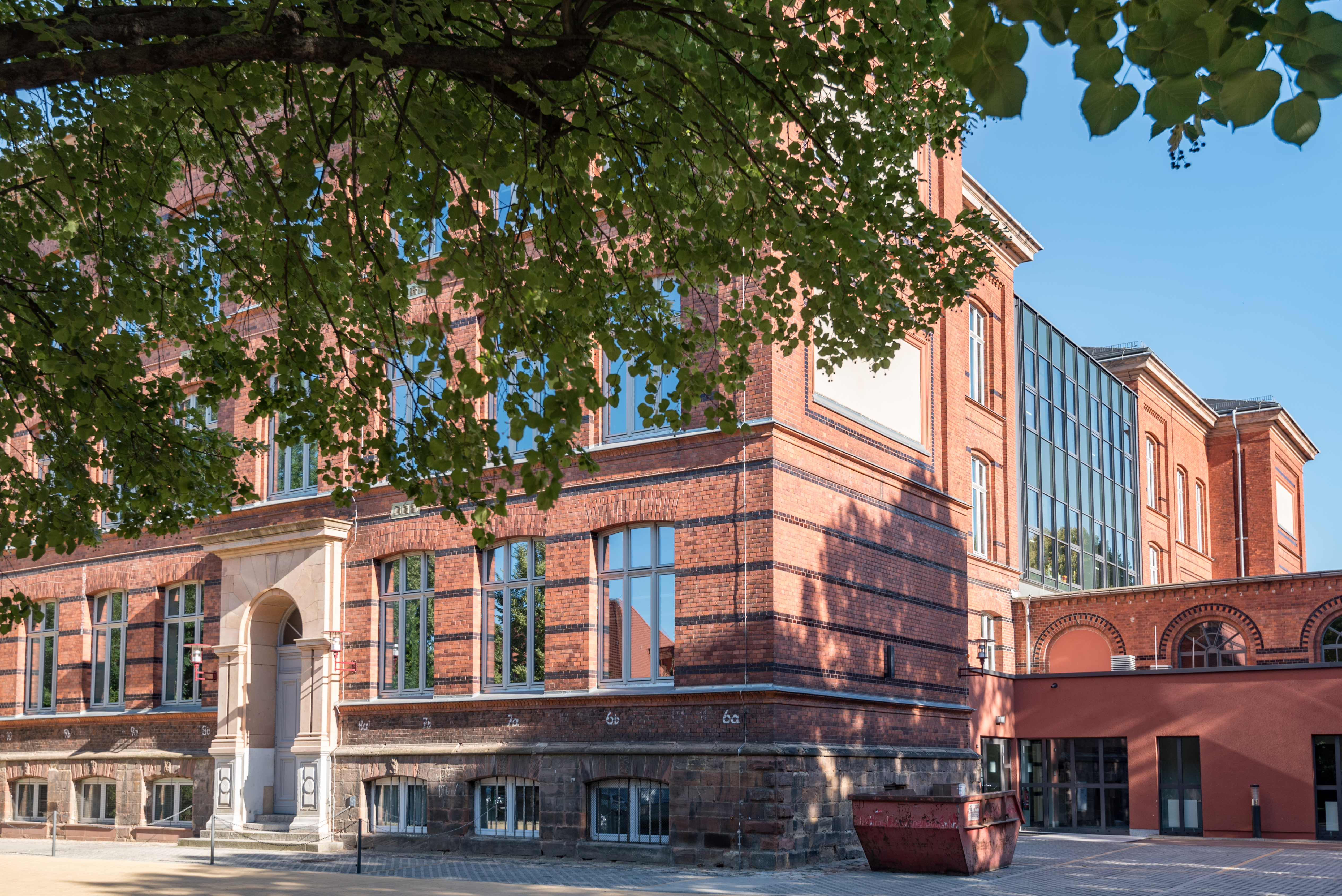
Beuditzschule Weißenfels, 2018

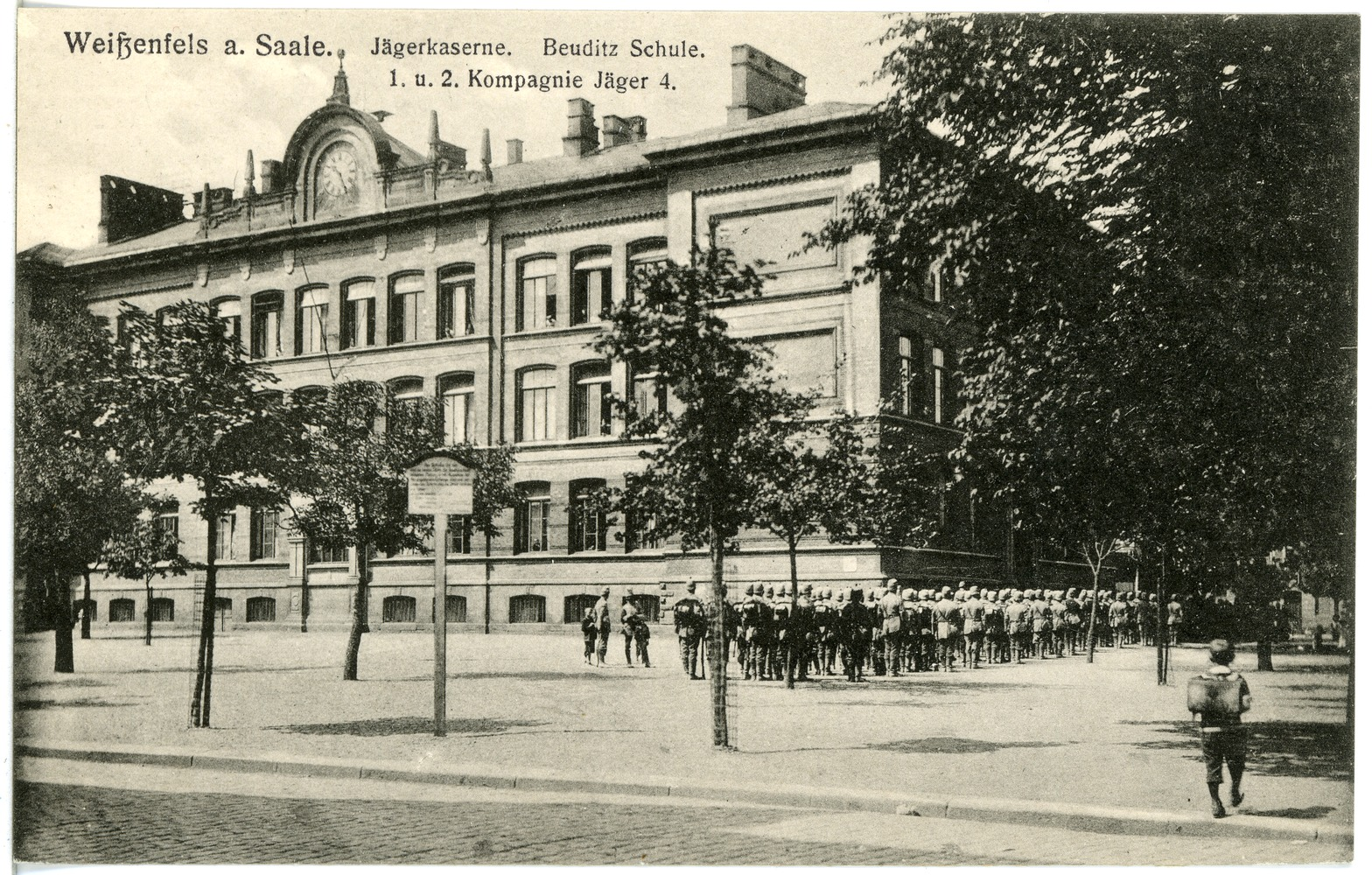
Die Beuditzschule während des Ersten Weltkriegs

Die Beuditzschule ist ein denkmalgeschütztes Schulgebäude in der Stadt Weißenfels in Sachsen-Anhalt. Im örtlichen Denkmalverzeichnis ist es unter der Erfassungsnummer 094 80043 als Baudenkmal verzeichnet.

## Geschichte und Architektur
Der Schulbau mit der Adresse Beuditzstraße 39–41  wurde 1883 in der um 1900 eingemeindeten Beuditz-Vorstadt errichtet, da mit der Ausdehnung der Stadt in Richtung Westen und einer damit im letzten Drittel des 19. Jahrhunderts einhergehenden enormen Bevölkerungszunahme die vorhandenen Schulen nicht mehr ausreichten. 1882 stimmte der Stadtrat dem Bau der Schule zu; im Herbst 1883 wurde der Neubau fertiggestellt und am 3. Januar 1884 erfolgte die Übergabe als zweite Stadtschule von Weißenfels.
Das verklinkerte Gebäude ist ein zeittypischer Schulbau im Stil des Historismus. Der markante, blockartige dreigeschossige Bau mit Souterraingeschoss besteht aus einem Mittelgebäude, das von über die Flucht hervorragenden Seitenflügeln eingerahmt wird, wodurch eine wirkungsvolle Gliederung erreicht wird.
Beim Bau des Gebäudes wurde die Theorie des Turnvaters Jahn, dass der Mensch neben Nahrung, Kleidung, Obdach und Zuwendung auch körperliche Ertüchtigung bedarf, um einen wachen Geist zu haben und der Gesellschaft dienlich zu sein, berücksichtigt und der Bau einer Turnhalle in das Gebäude mit eingeplant.
Während der beiden Weltkriege musste der Unterricht reduziert und zeitweise ganz eingestellt werden. Im Ersten Weltkrieg diente die Schule als Kaserne für ein Jägerbataillon.
Eine zentrale Heizungsanlage wurde in das Gebäude erst zwischen den Weltkriegen eingebaut; in einigen Klassenräumen blieben die Holzöfen jedoch erhalten und wurden in sehr strengen Wintern auch noch beheizt.
Während des Zweiten Weltkrieges wurden die Keller der Schule als Luftschutzkeller genutzt und in den Klassenräumen richtete man Behelfslazarette ein. Die Turnhalle diente Obdachlosen und Familien, deren Häuser durch die Bombenangriffe bereits zerstört waren, als Notunterkünfte. Von Mitte April bis Mitte Mai 1945 war die Schule von amerikanischen Truppen belegt. Im Anbau der Turnhalle war zunächst auch eine Rot-Kreuz-Stelle mit der Aufgabe der Familienzusammenführung untergebracht.
Die reguläre Wiederaufnahme des Schulbetriebs begann am 1. Oktober 1945. In den Jahren 1982/1983 führte man erste Sanierungs- und Umbauarbeiten durch. Im Rahmen der 100-Jahr-Feier der Schule 1984 wurde sie in Georgi-Dimitroff-Schule umbenannt; seit 1991 trägt sie wieder ihren alten Namen. Weitere Sanierungsmaßnahmen erfolgten 1992/1993.
Seit September 2006 ist die Schule eine Ganztagsrealschule. Von Februar 2011 bis nach den Sommerferien 2013 wurde der Schulbetrieb wegen Baumaßnahmen in das ehemalige Westgymnasium verlegt. Im Zuge der Sanierung wurde ein weiterer Anbau geschaffen. Während des Schuljahres 2019/2020 wurde die Turnhalle grundlegend saniert. Im Gebäude befinden sich derzeit (November 2019) 16 Klassen (mit PL) auf sechs Jahrgangsstufen (ohne PL).